# Protocolo n.º 12 a la Convención Europea de Derechos Humanos
El Protocolo n.º 12 a la Convención Europea de Derechos Humanos es un protocolo adicional a la citada Convención o Convenio, elaborado en el ámbito del Consejo de Europa y abierto a todos los Estados miembros que hayan ratificado la Convención. Su finalidad es aumentar la protección contra la discriminación. Fue aprobado el 4 de noviembre de 2000 y entró en vigor el 1 de abril de 2005, a los tres meses de ser ratificado por los primeros diez Estados. 

## Prohibición total de discriminación
El Protocolo n.º 12 añade un único derecho a la lista de derechos humanos que recogía la Convención:
- Prohibición general de discriminación. Aunque el artículo 14 de la Convención ya introdujo una prohibición de discriminación, se refería únicamente a la discriminación en la aplicación de los derechos proclamados en la propia Convención (a los que habrá que añadir luego los introducidos por los protocolos posteriores para los Estados signatarios). La diferencia es que el Protocolo n.º 12 añade la prohibición de discriminación al "goce de cualquier derecho previsto por la ley", es decir, de cualquier derecho que la legislación interna del Estado signatario reconozca a las personas. Los motivos enunciados por los que no se puede discriminar son los mismos ya recogidos en el artículo 14 de la Convención: sexo, raza, color, lengua, religión, opinión, origen, pertenencia a una minoría nacional, fortuna, nacimiento o cualquier otra situación, si bien el Tribunal Europeo de Derechos Humanos entiende que no es una enumeración exhaustiva.[3] Además, el Protocolo prohíbe que nadie sea discriminado por una autoridad pública, lo que extiende la prohibición y aumenta las garantías.[4][5]

## Protección
El nuevo derecho goza de la misma protección que la Convención otorga a los derechos originalmente incluidos en ella, pudiendo las personas físicas, las organizaciones no gubernamentales y los grupos de particulares interponer demandas ante el Tribunal Europeo de Derechos Humanos reclamando por la violación de sus derechos. No obstante, la mayoría de los Estados parte en la Convención no han ratificado todavía el Protocolo n.º 12. Tras su ratificación por Eslovenia en 2010, sólo 18 de los 47 Estados miembros del Consejo de Europa lo habían hecho, habiendo otros 19 que, aunque lo habían firmado, no lo habían ratificado todavía  (requisito necesario para que les obligue a su cumplimiento). Se trata del protocolo al Convenio que menos estados han ratificado, lo que da idea del grado de compromiso que entraña su cumplimiento. Cabe destacar que muchos de los Estados que lo han ratificado están entre el grupo de los más recientes miembros del Consejo de Europa. España lo ratificó el 13 de febrero de 2008, entrando en vigor el 1 de junio siguiente. 